# Hans Patze
Hans Patze (* 20. Oktober 1919 in Pegau; † 19. Mai 1995 in Göttingen) war ein deutscher Historiker und Archivar. Patze gilt als ein Wegbereiter der modernen Landesgeschichte.

## Leben und Wirken
Als einziges Kind eines Kaufmannsehepaares besuchte Patze die Helmholtzschule im Leipziger Stadtteil Lindenau, wo er 1938 sein Abitur machte. Im Oktober 1938 wurde er zur Wehrmacht eingezogen. Er nahm als Soldat im März 1939 beim Einmarsch in die Tschechoslowakei und am 1. September 1939 beim Überfall auf Polen teil. Im Mai 1940 wurde er auf dem Frankreichfeldzug schwer verwundet. Nach der Entlassung aus der Wehrmacht studierte er in Frankfurt am Main und Jena von 1941 bis 1945 Geschichte, Latein, Englisch und Germanistik. Im Februar 1945 wurde Patze erneut zur Wehrmacht eingezogen und geriet bis 1946 in amerikanische und dann in französische Kriegsgefangenschaft. Danach wurde er im Sommer 1946 in Jena bei Willy Flach promoviert mit einer Arbeit über die Zollpolitik der Thüringischen Staaten von 1815 bis 1833. Er trat in den thüringischen Archivdienst ein und wurde 1947 Leiter des Thüringischen Landesarchivs Altenburg. Im Juli 1952 wurde Patze Leiter des Landesarchivs Gotha. 1955 erschien von Patze das Altenburger Urkundenbuch.
Die zunehmende Politisierung und Ideologisierung der Geschichtswissenschaft veranlassten ihn im Frühjahr 1956 zur Flucht aus der DDR mit Frau und Sohn in den Westen. Er kam nach Marburg zu Walter Schlesinger. Dort konnte er in den nächsten zwei Jahren seine Habilitationsschrift Die Entstehung der Landesherrschaft in Thüringen fertigstellen. Nach der Habilitation wurde Patze Dozent für Mittlere und Neuere Geschichte an der Philipps-Universität Marburg. Im Sommersemester 1961 hatte er eine Lehrstuhlvertretung an der Freien Universität Berlin. 1963 wurde er an die Universität Gießen auf den Lehrstuhl für mittelalterliche Geschichte und deutsche Landesgeschichte berufen. Es war der einzige landesgeschichtliche Lehrstuhl in Hessen. 1967/68 war er Dekan der Philosophischen Fakultät der Universität Gießen. 1970 wurde Patze als Nachfolger Georg Schnaths nach Göttingen auf den Lehrstuhl für Niedersächsische Landesgeschichte berufen und mit der Leitung des Göttinger Instituts für Historische Landesforschung betraut. Im Oktober 1984 wurde er in Göttingen emeritiert. Seine Nachfolge in Göttingen trat Ernst Schubert an. Zu Patzes akademischen Schülern in Göttingen zählten unter anderem Winfried Leist, Michael Menzel und Klaus Neitmann. Nachdem Patze im Dezember 1985 einen Herzstillstand erlitten hatte, musste er sich der wissenschaftlichen Tätigkeit weitgehend enthalten. 1995 starb er im Alter von 75 Jahren an Herz- und Lungenversagen.
Patzes Schwerpunkte lag auf der Geschichte Thüringens und Niedersachsens. Als wissenschaftliches Hauptwerk gelten die zehn von ihm konzipierten Bände mit über 5000 Seiten über die Thüringische und Niedersächsische Geschichte. Patze hat die Bedeutung der Residenzenbildung für das Alte Reich erkannt und dieser Forschungsrichtung durch die Residenzen-Kommission an der Akademie der Wissenschaften zu Göttingen 1985 einen institutionellen Rahmen gegeben. Er war Herausgeber großangelegter Reihenwerke zur deutschen Landesgeschichte, namentlich des sechsbändigen (in neun Teilbänden) Werkes zur Geschichte Thüringens (1967–1984). 1977 erschien der erste Band und 1983 folgte ein weiterer Band der Geschichte Niedersachsens. Außerdem gab er die zweibändige Darstellung Der deutsche Territorialstaat im 14. Jahrhundert (1971), die zwei Bände über die Burgen im Deutschen Sprachraum (1976) und erneut die zwei Bände über die Grundherrschaft im späten Mittelalter (1983) heraus. Alle Werke erschienen in der Reihe Vorträge und Forschungen des Konstanzer Arbeitskreises. Weitere Schwerpunkte waren die Staufer, das Städtewesen und der Deutsche Ritterorden. Von 1963 bis 1969 gab er mit Karl Ernst Demandt, Walter Heinemeyer und Friedrich Uhlhorn das Hessische Jahrbuch für Landesgeschichte heraus. Ebenfalls von 1971 bis 1983 gab er die Blätter für deutsche Landesgeschichte heraus.
Für seine Forschungen wurden Patze zahlreiche wissenschaftliche Ehrungen und Mitgliedschaften zugesprochen. Patze war Mitglied des Wissenschaftlichen Arbeitskreises für Mitteldeutschland (seit 1958), Mitglied des Konstanzer Arbeitskreises für mittelalterliche Geschichte (seit 1966), ordentliches Mitglied der Akademie der Wissenschaften zu Göttingen (seit 1975) und der Historischen Kommission für ost- und westpreußische Landesforschung (seit 1968) und von 1971 bis 1986 Vorsitzender der Historischen Kommission für Niedersachsen und Bremen.

## Schriften (Auswahl)
Monographien
- Die Zollpolitik der thüringischen Staaten 1815–1833. 1945 (Dissertation, Universität Jena, 1945).
- Recht und Verfassung thüringischer Städte (= Thüringische Archivstudien. Bd. 6). Böhlau, Weimar 1955.
- Altenburger Urkundenbuch 976–1350 (= Veröffentlichungen der Thüringischen Historischen Kommission. Bd. 5). VEB G. Fischer, Jena 1955.
- Die Entstehung der Landesherrschaft in Thüringen. Böhlau, Köln 1962 (Habilitationsschrift, Universität Marburg, 1957).
- Quellen zur Entstehung der Landesherrschaft (= Historische Texte. Bd. 13). Vandenhoeck und Ruprecht, Göttingen 1969 (Digitalisat).
- Die Rechtsquellen der Städte im ehemaligen Herzogtum Sachsen-Altenburg (= Mitteldeutsche Forschungen. Bd. 79). Böhlau, Köln/Wien 1976, ISBN 3-412-05775-4.

Herausgeberschaften
- Der deutsche Territorialstaat im 14. Jahrhundert (= Vorträge und Forschungen. Bd. 13/14). 2 Bände. Thorbecke, Sigmaringen 1970/71 (Digitalisat Band 1, Digitalisat Band 2); 2., unveränderte Auflage 1986, ISBN 3-7995-6614-7 (hierin auch der einflussreiche Aufsatz: Neue Typen des Geschäftsschriftgutes im 14. Jahrhundert, Bd. 1, S. 9–64).
- mit Bernd Moeller, Karl Stackmann: Studien zum städtischen Bildungswesen des späten Mittelalters und der frühen Neuzeit. Bericht über Kolloquien der Kommission zur Erforschung der Kultur des Spätmittelalters 1978–1981 (= Abhandlungen der Akademie der Wissenschaften zu Göttingen, phil.-historische Klasse 3. Nr. 137). Vandenhoeck & Ruprecht, Göttingen 1983, ISBN 3-525-82418-1.

Aufsatzsammlung
- Ausgewählte Aufsätze (= Vorträge und Forschungen. Bd. 50). Thorbecke, Stuttgart 2002, ISBN 3-7995-6650-3 (online).